# Валентиниан II
Валентиниа́н II (Флавий Валентиниан, лат. Flavius Valentinianus, 371—392) — римский император в 375—392 гг.
Ребёнком стал номинальным соправителем Запада Римской империи в 375—383 гг. при старшем брате, императоре Грациане. После гибели брата в 383 году вынужденно до 388 года делил правление над Западом с узурпатором Магном Максимом. После свержения последнего фактическую власть вместо Валентиниана осуществлял до 391 года император Феодосий Великий, а затем военачальник Арбогаст.
Валентиниан II в силу возраста самостоятельно не правил, его попытка осуществлять императорские полномочия после достижения совершеннолетия привела к конфликту с Арбогастом в 392 году, в результате чего император погиб при неясных обстоятельствах.

## Начальная биография

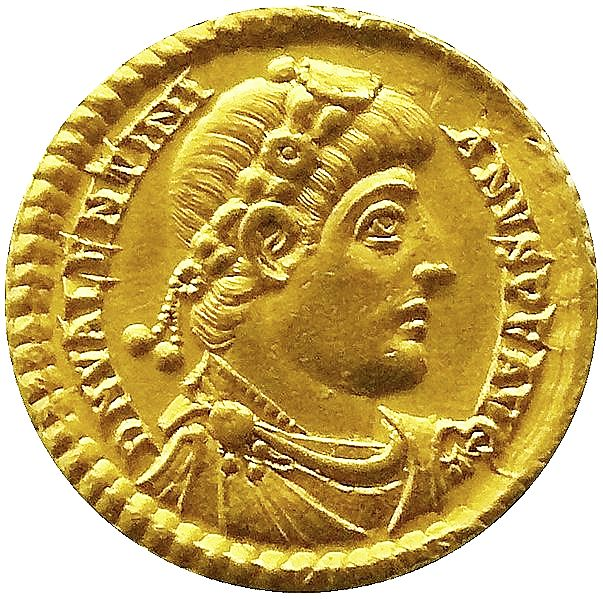
Монета Валентиниана I - отца Валентиниана II

Флавий Валентиниан родился в 371 году. Его мать Юстина была взята за свою красоту как вторая жена императором Запада Римской империи Валентинианом I, для чего он даже издал закон о разрешении двоежёнства. От первой жены Валентиниан I имел сына Грациана, которого провозгласил своим соправителем с титулом августа в 367 году.
Кроме единокровного брата-императора Грациана у Флавия Валентиниана были также родные сестры Юста, Грата и Галла.
Император Валентиниан I неожиданно скончался 17 ноября 375 года в Паннонии в начале военной компании против племени квадов за Дунаем. Его сын Грациан, также император Запада Римской империи, был всего лишь 16-летним юношей без авторитета в войсках и к тому же находился в галльском Тревире, а император Востока Римской империи Валент находился в далёкой Сирии. Полководцы Валентиниана I под предлогом предупреждения волнений в армии решили провозгласить императором 4-летнего Флавия Валентиниана, который в этот момент проживал с матерью на вилле в 100 милях от места событий. Его быстро доставили в армейский лагерь Брегицион (на территории совр. Венгрии).
22 ноября 375 года Флавий Валентиниан был провозглашён армией императором Запада, соправителем Грациана. Аммиан Марцеллин сообщил о реакции Грациана на избрание военачальниками нового императора:

«В ту пору предполагали, что Грациан будет недоволен, что без его разрешения поставлен другой государь; но впоследствии исчезли всякие опасения: братья жили в полном согласии, и Грациан, как человек благожелательный и рассудительный, нежно любил своего брата и прилагал все заботы для его воспитания».

## Номинальный император Запада.375—391гг

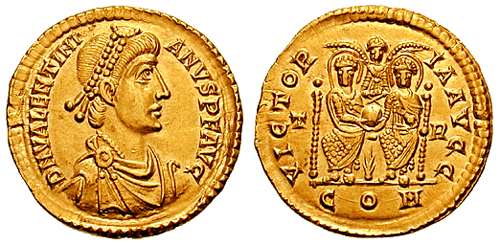
Золотой солид Валентиниана II, отчеканенный после победы над Магном Максимом. На обратной стороне изображены победившие императоры, Валентиниан и Феодосий, между ними богиня победы

По словам Зосимы, правящая при юных императорах свита разделила сферы влияния. К домену Грациана отходили Галлия, Испания и Британия, Валентиниан должен был править Италией, Иллириком и африканскими провинциями.
При Валентиниане делами распоряжались его мать Юстина и префект Проб, однако контроль за всей армией сохранялся за Грацианом. Именно Грациан воевал с варварами на Дунае, он же назначил Феодосия в 379 году императором востока империи вместо погибшего Валента.
В 383 году в Галлии высадился римский полководец в Британии Магн Максим, в ходе конфликта с ним император Грациан погиб. Амвросий Медиоланский в сохранившемся письме к императору Валентиниану от 387 года дал отчёт о визите к Магну Максиму, где ретроспективно затронул события зимы 383 года. Полководец Валентиниана франк Баутон организовал охрану альпийских горных переходов, ведущих из Галлии в Италию. На помощь Валентиниану Баутон вызвал отряды аланов и гуннов, что вероятно и удержало Максима от вторжения в Италию. С наёмными войсками Баутон проник в земли аламаннов и угрожал атаковать Галлию с этого направления. Максим послал своего офицера Виктора, который встретился с Амвросием и передал предложения Максима о мире. Максим также предложил, чтобы Валентиниан явился к нему в Галлию как сын к отцу, что было отвергнуто. После достижения мирного соглашения с узурпатором Валентиниан заплатил аланам и гуннам золотом и отправил их назад.
Император признал Максима в качестве легитимного правителя на Западе, взамен сохраняя власть над Италией. Восточная часть его владений, балканские провинции в Иллирике, отошли под контроль императора Феодосия.
В этот период взрослеющий Валентиниан под влиянием матери пытался поддержать арианство, вступив в прямой конфликт со сторонником ортодоксального христианства Амвросием. Как и его предшественник Грациан, Валентиниан был в центре религиозных споров того времени. В борьбе между Юстиной, которая была арианкой, и Амвросием Валентиниан пробовал оставаться нейтральным. Юстина убедила Валентиниана заставить Амвросия освятить арианскую церковь. Амвросий ответил отказом, запершись у себя в церкви с паствой на Пасху 386 года, и Валентиниан был вынужден отменить указ. Магн Максим использовал сочувствие Валентиниана арианству в своей пропаганде против Валентиниана. В 384 году Валентиниан отклонил заявку префекта города Симмаха о восстановлении Алтаря Победы, удаленного из курии Грацианом в 382 году.
Для переговоров с Магном Максимом в 387 году прибегли к авторитету епископа Амвросия. После визита к узурпатору Амвросий в письме предупреждал Валентиниана о намерении Максима развязать войну, причём одной из причин этого, по сообщению Амвросия, было недовольство Максима тесными сношениями Валентиниана с императором Феодосием.
Максим, последователь ортодоксального христианства, использовал спор о вере в своих целях. Летом 387 года он, нарушив соглашение о разделе власти, двинул войска в северную Италию. Причиной для смещения Валентиниана Максим назвал борьбу за веру отцов..
Валентиниан с семьёй бежал из своей столицы Медиолана под защиту Феодосия в Фессалоники. Политическая заинтересованность императоров друг в друге укрепилась браком Феодосия на Галле, сестре Валентиниана, заключённом в том же году. В 388 году Феодосий начал войну против Максима. Узурпатор был захвачен в Аквилее и казнён там же 28 августа 388 года. Несмотря на совершеннолетие Валентиниана, Феодосий оставался в Италии и распоряжался там более 3 лет. Он вернулся в Константинополь только 10 ноября 391 года.
После этого фактическая власть на Западе перешла в руки командующего войсками Западно-Римской империи франка Арбогаста. Валентиниан II был консулом в 376 году и в 378 году (с Валентом). В 387 году он был назначен консулом с Евтропием. Его четвёртое и последнее консульство было в 390 году с Флавий Неотерием.

## Валентиниан II и Арбогаст.391—392гг
Достигший совершеннолетия Валентиниан постарался взять власть, из-за чего вступил в конфликт со своим собственным полководцем. По словам Филосторгия, «разговаривая однажды во дворце с Арбогастом и будучи приведён его словами в гнев, он хотел было обнажить меч против военачальника, но был удержан, так как телохранитель, у которого он попытался выхватить меч, удержал его». Зосима передаёт другую версию этой истории. По его словам, Валентиниан, раздосадованный независимым поведением полководца, передал Арбогасту указ о его смещении с поста командующего войсками. Тот прочитал и разорвал указ со словами: «Не ты мне давал командование, не тебе лишать его». После чего, по мнению некоторых писателей, Валентиниан и попытался выхватить меч.
О бессилии императора и фактическом правлении Арбогаста сообщает Александр Сульпиций, чей труд известен только в цитатах Григория Турского:

«Когда император Валентиниан, запершись во дворце под Вьенном, вёл почти только частную жизнь, то всю заботу о военном деле передали франкским наёмникам, а ведение гражданских дел было поручено Арбогасту. Среди всех воинов, принявших военную присягу, нельзя было найти ни одного, который решился бы выполнить личное указание императора или его распоряжение».

## Смерть Валентиниана II

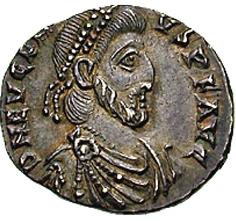
Силиква Евгения, посаженного на престол Арбогастом после смерти Валентиниана II

Ненависть между императором и его полководцем стала проявляться открыто. Валентиниан посылал частые письма своему покровителю Феодосию с жалобами на Арбогаста и просьбой о помощи. Он также попросил приехать своего духовного наставника Амвросия в галльскую резиденцию во Вьенне (где Валентиниан организовывал отпор варварам) для поддержки против своего военачальника.
Арбогаст также колебался, как ему поступить, пока, предположительно, не решился на устранение императора.
15 мая 392 года в Вьенне (Галлия) императора Валентиниана обнаружили повешенным. Филосторгий передаёт эту историю так:

«Тогда Арбогаст не стал больше расспрашивать, но впоследствии в Виенне Галльской, увидев, что император после второго завтрака, в полдень, в укромном месте дворца забавляется с шутами пусканием в реке пузырей, подослал к нему нескольких телохранителей, которые, воспользовавшись тем, что никого из императорских слуг, ушедших тогда завтракать, рядом не было, руками зверски удавили несчастного. А чтобы кто-нибудь не стал искать виновников убийства, душители, надев ему на шею платок в виде петли, повесили его, чтобы казалось, будто он удавился по своей воле».

Видимо, власти объявили причиной смерти Валентиниана самоубийство, современники только гадали об истинных обстоятельствах гибели императора .
Согласно Сократу Схоластику «евнухи, обольщенные обещанием высших почестей, задушили Валентиниана во время его сна»; по словам Зосимы, Арбогаст в присутствии солдат лично нанёс смертельную рану императору. В то же время Амвросий в надгробной речи над телом Валентиниана ничего не сказал о возможной насильственной смерти, но произнёс: «То, что он рано умер — это знак нездоровья».
В упомянутой речи Амвросий отмечал добродетель Валентиниана, его сдержанность по отношению к женщинам, равнодушие к охоте и детским играм, справедливость в решении имущественных и уголовных дел, любовь к сёстрам. Валентиниан, вопреки «традиции» римских императоров, не стремился немедленно покарать смертью людей, обвинённых в заговоре против него, но старался разобраться в обоснованности обвинений. После смерти матери юный император склонился к никейской форме христианства (кафолической) и, по мнению Амвросия, собирался принять из его рук крещение, но смерть помешала этому.
Преемником Валентиниана в августе того же года был провозглашён государственный секретарь Евгений, личный друг Арбогаста.

## В кино
- Святой Августин (Sant’Agostino) — реж. Кристиан Дюгей (Италия-Германия, 2010). В роли Валентиниана II — Доминик Атертон.